# Осиновка (Аркадакский район)
Осиновка — деревня в Аркадакском районе, Саратовской области, России.
Деревня входит в состав Росташовского сельского поселения.

## Население
| 2010 |
| ---- |
| 12   |

## Уличная сеть
В деревне две улицы: Советская, Школьная.

## История
Согласно «Списку населенных мест Российской империи по сведениям 1859 года» Саратовская губерния, Балашовский уезд, стан 1: деревня  Осиновка владельческая, при пруде, число дворов -27, жителей мужского пола - 126, женского пола -142. 
На 1911 год деревня входит в Балашовский уезд, Росташевская волость. Согласно "Списку населенных мест Саратовской губернии по сведениям на 1911 год", деревня Осиновка бывшая владельческая г. Рюмина; число дворов - 77, жителей мужского пола - 260, женского пола - 268, всего – 528, деревня Николаевка бывшая владельческая г. Рюмина; число дворов - 30, жителей мужского пола - 104, женского пола - 94, всего – 198..
В 30-е годы XX века в Осиновке была организована сельхозартель «Верный путь», объединившая 87 дворов.

## Известные уроженцы
- Алексей Константинович Каштанов — Герой Советского Союза.